# Гурен Лаган
„Гурен Лаган“ (пълно название на японски:天元突破グレンラガン; на английски: Tengen Toppa Gurren Lagann) е японски аниме сериал, създаден от студио Гайнакс и излъчен за пръв път между 1 април 2007 и 30 септември 2007 по японският канал ТВ Токио.
Гурен Лаган показва бъдеще в което, Земята е под владичеството на Лордгеном, тоталитарен лидер който кара човечеството да оцелява в подземни пещери. Сюжетът следва двама тийнейджъри, Симон и Камина които се борят да достигнат до повърхността, от своето подземно селище. С помощта на меха наречена Лаган, Симон и Камина успяват да достигнат до повърхността, където се съюзяват с други опълченци срещу силите на Лордгеном.
Сериалът е възхвален от критици в целия свят. В Япония Гурен Лаган печели награда „най-добра телевизионна продукция“ и „най-добър дизайн на герой“ от годишните аниме награди на Токио през 2008.
Групата за медийни ревюта IGN дава на Гурен Лаган оценка от 9.7 от 10, и описва сюжета като, „вдъхновяваща история“ и „разказ за непокоримия дух на решителните хора“.